# Йероним Стебницки
Йероним Иванович Стебницки (на руски: Иероним Иванович Стебницкий) е руски изследовател, военен топограф, геодезист. Член-кореспондент на РАН.

## Произход и ранни години (1832 – 1860)
Роден е на 12 октомври 1832 година (стар стил) във Волинска губерния, Руска империя, в дворянско семейство. През 1852 г. завършва Института за пътни инженери. През 1855 г. постъпва в геодезическия отдел на Николаевската академия към Генералния щаб, а след това в астрономическата обсерватория в Пулково. През 1858 е прехвърлен на работа в Генералния щаб.

## Изследователска дейност (1860 – 1872)
От 1860 до 1867 г. Стебницки е помощник-началник по триангулацията на Северен Кавказ, като голяма част от дейностите са извършени лично от него. Картирани и координирани са всички главни върхове в Кавказ и съставя образцово описание на проведената триангулация.
През 1867 г. е назначен за началник на Кавказкия военно-топографски отдел и провежда редица астрономически и хипсометрически определения в Закадпийската област, Мала Азия и Персия.
През ноември и декември 1870 изследва и картира възвишенията Голям (1880 м) и Малък Балхан (779 м) в Западен Туркменистан, а на югоизток от тях – хребета Кюрендаг (968 м), явяващ се северозападната част на планината Копетдаг.
През 1872 картира повече от 300 км пресъхващата и непостоянна река Узбой от устието ѝ до 57º и.д. и пустинята Чилмамедкум (между Красноводското плато на запад и Узбой на изток). След това пресича пустинята Каракум до Кизил Арват (Сердар, 38°59′ с. ш. 56°17′ и. д. / 38.983333° с. ш. 56.283333° и. д.) и картира около 100 км от северния склон на Копетдаг. Връща се обратно в Кизил Арват, пресича западните части на Копетдаг и достига до река Атрек. Спуска се по нея до устието ѝ (669 км) и покрай левия ѝ бряг, на 37°40′ с. ш. 55°20′ и. д. / 37.666667° с. ш. 55.333333° и. д. открива хребета Гекчедаг (817 м). По време на цялата 1872 с топографска маршрутна снимка са покрити 3200 км, от които 1700 км по съвършено неизвестни за европейците пътища.

## Научна дейност и смърт (1872 – 1897)
По-късно Стебницики се занимава с разрешението на трудни задачи от висшата геодезия и написва труда „Об отклонении отвесных линий притяжением Кавказских гор“, за който е удостоен със званието член-кореспондент на Руската академия на науките и Константиновски медал от Имперското Руско географско дружество.
През 1885 г. Стебницки е назначен за началник на Военно-топографския отдел към Генералния щаб, където под негово ръководство е извършена сериозна работа по обработката и публикуването на обширните трудове на руските геодезисти по измерването на дъгата от меридиана между 52° и 47° 30' с.ш. и е обнародван каталог с нивелачни ходове. На тази база са и други негови трудове „Наблюдениях над качанием поворотных маятников, произведенных в Тифлисе“ и „О наблюдениях над качанием маятников, произведенных в английской Индии для определения ускорения силы тяжести“.
От 1887 е председател на отдела по математическа география в Руското географско дружество, а от 1889 – вицепрезидент на дружеството и председател на комисията по изучаване разпределението на силата на тежестта в Русия.
Умира на 10 февруари 1897 година (стар стил) в Санкт Петербург на 64-годишна възраст.